# Mason City (Illinois)
Mason City è un comune degli Stati Uniti d'America, situato in Illinois, nella Contea di Mason.